# Del Rio, Texas
Del Rio är en stad i den amerikanska delstaten Texas vid floden Rio Grande vid gränsen mot delstaten Coahuila i Mexiko. Staden, som har 46 682 invånare (2008). Del Rio är administrativ huvudort i Val Verde County. 
Staden var en av inspelningsplatserna för Aki Kaurismäkis film Leningrad Cowboys Go America (1989).